# MC Oran
Der Mouloudia Club d'Oran (arabisch نادي مولودية وهران), mit MC Oran abgekürzt, ist ein algerischer Fußballverein aus Oran.
Der in Rot und Weiß spielende Verein trägt seine Heimspiele im 2021 eröffneten Miloud Hadefi Stadion aus.
MC Oran wurde 1917 gegründet. Seither wurden jeweils vier nationale Meistertitel und Pokalsiege errungen. Zudem gelang zwei Mal der Sieg im Arabischen Pokal der Pokalsieger und 1989 der Einzug in das Finale der CAF Champions League.

## Erfolge

### National
- Algerische Meisterschaft (4)
  - Meister: 1971, 1988, 1992, 1993
  - Vizemeister: 1968, 1969, 1985, 1987, 1990, 1995, 1996, 1997, 2000

- Algerischer Pokal (4)
  - Sieger: 1975, 1984, 1985, 1996
  - Finalist: 1998, 2002

- Algerischer Ligapokal (1)
  - Sieger: 1996
  - Finalist: 2000

### International
- CAF Champions League
  - Finalist: 1989

- Arabischer Pokal der Pokalsieger (2)
  - Sieger: 1997, 1998

- Arab Club Champions Cup
  - Finalist: 2001

- Arabischer Super Cup (1)
  - Sieger: 1999

## Statistik in den CAF-Wettbewerben
| Wettbewerb                    | Runde                  | Gegner                     | Hinspiel | Rückspiel         |  |
| ----------------------------- | ---------------------- | -------------------------- | -------- | ----------------- |  |
|                               |                        |                            |          |                   |  |
| African Cup Winners’ Cup 1985 | 1. Runde               | Djoliba AC                 | 0:0 (A)  | 2:0 (H)           |  |
|                               | 2. Runde               | ASC Jeanne d’Arc Dakar     | 0:0 (A)  | 1:1 (H)           |  |
| African Cup Winners’ Cup 1986 | 1. Runde               | Kamboi Eagles              | n. a.    | n. a.             |  |
|                               | 2. Runde               | Ismaily SC                 | 0:1 (A)  | 0:0 (H)           |  |
| CAF Champions Cup 1989        | 1. Runde               | Al-Ittihad Tripoli         | n. a.    | n. a.             |  |
|                               | 2. Runde               | Espérance Tunis            | 2:3 (H)  | 3:1 (A)           |  |
|                               | Viertelfinale          | Al-Mourada SC              | 0:1 (A)  | 4:0 (H)           |  |
|                               | Halbfinale             | Nkana Red Devils           | 0:1 (A)  | 5:2 (H)           |  |
|                               | FINALE (03.12./15.12.) | Raja Casablanca            | 0:1 (A)  | 1:0 (H) 1:3 i. E. |  |
| CAF Champions Cup 1993        | 1. Runde               | Étoile Filante Ouagadougou | 0:1 (A)  | 2:0 (H)           |  |
|                               | 2. Runde               | Racing Bafoussam           | 0:1 (A)  | 2:0 (H)           |  |
|                               | Viertelfinale          | Zamalek SC                 | 0:4 (A)  | 1:1 (H)           |  |
| CAF Champions Cup 1994        | 1. Runde               | ASC Sonader                | 4:0 (H)  | 0:2 (A)           |  |
|                               | 2. Runde               | AS Tempete Mocaf           | 7:4 (H)  | 3:0 (A)           |  |
|                               | Viertelfinale          | AS Vita Club Kinshasa      | n. a.    | n. a.             |  |
|                               | Halbfinale             | Espérance Tunis            | 1:3 (A)  | 2:2 (H)           |  |
| CAF Cup 1996                  | 1. Runde               | Étoile Filante Ouagadougou | 1:1 (A)  | 3:1 (H)           |  |
|                               | 2. Runde               | Ferroviário Maputo         | 4:1 (H)  | 0:2 (A)           |  |
|                               | Viertelfinale          | AS Vita Club Kinshasa      | 2:0 (H)  | 0:2 (A) 1:3 i. E. |  |
| African Cup Winners’ Cup 1997 | 1. Runde               | US Gorée                   | 0:1 (A)  | 4:1 (H)           |  |
|                               | 2. Runde               | Umeme FC                   | 0:2 (A)  | 3:0 (H)           |  |
|                               | Viertelfinale          | FAR Rabat                  | 0:2 (A)  | 1:1 (H)           |  |
| CAF Cup 1998                  | 1. Runde               | ASC Jeanne d’Arc Dakar     | 0:1 (A)  | 2:1 (H)           |  |
| CAF Confederation Cup 2005    | 1. Runde               | OC Khouribga               | 0:2 (A)  | 4:0 (H)           |  |
|                               | 2. Runde               | Bamboutos FC               | 2:1 (H)  | 0:1 (A)           |  |
| CAF Confederation Cup 2016    | Qualifikation          | Wallidan Banjul            | Walkover | Walkover          |  |
|                               | 1. Runde               | SC Gagnoa                  | 2:0 (H)  | 2:2 (A)           |  |
|                               | 2. Runde               | Kawkab Marrakesch          | 0:0 (H)  | 0:1 (A)           |  |

- 1986: Der Kamboi Eagles zog seine Mannschaft nach der Auslosung vom Wettbewerb zurück.
- 1989: Der Al-Ittihad Tripoli zog seine Mannschaft nach der Auslosung vom Wettbewerb zurück.
- 1994: Der AS Vita Club Kinshasa zog seine Mannschaft vor dem ersten Spiel im Viertelfinale zurück und schied aus.

## Rivalitäten
Das Stadtderby zwischen dem MC Oran und dem ASM Oran gehört zu den traditionsreichsten Duellen im algerischen Fußball und besteht seit Jahrzehnten. Bereits in der ersten Saison der algerischen Meisterschaft nach der Unabhängigkeit 1962/63 trafen beide Vereine aufeinander. Dabei gilt der MC Oran als der erfolgreichere und beliebtere Klub der Stadt, der auch darüber hinaus im ganzen Westen Algeriens eine große Fanbasis vorweisen kann.
Darüber hinaus besteht eine Rivalität mit dem Klub USM Bel Abbès aus der etwa 130 Kilometer entfernten Stadt Sidi Bel Abbès, die ebenfalls zu den wichtigen Paarungen im westlichen Algerien zählt.

## Ehemalige Spieler
- Abdelkader Fréha
- Mohamed Salem
- Lakhdar Belloumi (Afrikas Fußballer des Jahres 1981)
- Tedj Bensaoula
- Gilles Binya

## Andere Sportarten

### Handball
- Algerische Liga (2)
  - Meister: 1983, 1993
  - Vizemeister: 1998
- Algerischer Handballpokal (2)
  - Sieger: 1984, 1986
  - Finalist : 1979, 1982, 1985, 1988, 1989, 1999
- Arabischer Champions Cup (3)
  - Sieger: 1983, 1984, 1988
  - Finalist: 1994
  - Bronze: 1985
- Arabischer Pokal der Pokalsieger
  - Vierter Platz : 1999
- Afrikas Pokal der Pokalsieger (1)
  - Sieger: 1987
  - Finalist: 1988

### Basketball
- Algerische Meisterschaft (1)
  - Meister: 1984
- Algerischer Pokal (1)[4]
  - Pokalsieger: 1990
  - Finalist: 1991